# Ecological Economics
Ecological Economics (ISO 4: Ecol. Econ.) ist eine wissenschaftliche Fachzeitschrift mit Begutachtungsverfahren und wird von Elsevier im Auftrag der International Society for Ecological Economics herausgegeben. Die transdisziplinäre und disziplinenübergreifende Zeitschrift widmet sich der Forschung zur ökologischen Ökonomik. Sie wurde im Jahr 1989 durch den ersten Chefredakteur Robert Costanza begründet.

## Redaktion
Die derzeitigen Chefredakteure sind Richard B. Howarth und Stefan Baumgärtner. Seit 2015 hat die Zeitschrift weitere Fachredakteure, darunter die Ökonomin Irene Ring, einen Redakteur für Buchbesprechungen, drei assoziierte Redakteure sowie eine Reihe einfacher Mitglieder im Redaktionsrat.

## Rezeption
Im Jahr 2014 betrug der zweijährige Impact Factor 2,720, während der fünfjährige mit 3,929 angegeben wurde. Damit lag die Zeitschrift beim Impact Factor auf Platz 47 von insgesamt 145 im Bereich Ökologie gelisteten wissenschaftlichen Zeitschriften und auf Platz 59 von 223 Zeitschriften im Bereich Umweltwissenschaften.
Eine Studie der Ökonomen Pierre-Phillippe Combes und Laurent Linnemer sortiert die Zeitschrift mit Rang 50 von 600 volkswirtschaftlichen Zeitschriften in die drittbeste Kategorie A ein.
Die Inhalte und das Management der Zeitschrift wurden kontrovers diskutiert. Inge Røpke beklagte die Verdrängung der sozio-ökologischen Ökonomen aus dem Herausgeberrat, nachdem Cutler Cleveland Chefredakteur wurde. Richard B. Howarth plädierte 2008 bei der Übernahme der Geschäfte für einen einschließenderen Ansatz. Clive Spash kritisierte, dass daraufhin der vormalige Fokus verlorengegangen sei, und auch Beiträge, die nah am Mainstream der neoklassischen Umweltökonomik seien, zur Veröffentlichung angenommen würden, und die umfangreichen Diskussionen rund um heterodoxe Ökonomieansätze in der ökologischen Ökonomik ignoriert würden.